# Inchinnan
Inchinnan, schottisch-gälisch: Innis Fhionghain, ist eine Ortschaft im Nordosten der schottischen Council Area Renfrewshire. Sie liegt etwa zwölf Kilometer westlich des Zentrums von Glasgow und 20 km östlich von Greenock am Südufer des Clyde. Der Ortsname leitet sich von dem Heiligen Inan ab. Mit dem Bauernhaus Northbar House und dem Industriegebäude India of Inchinnan befinden sich zwei Denkmäler aus der höchsten schottischen Denkmalkategorie A in Inchinnan.

## Geschichte
Im Mittelalter gehörten die Ländereien zu den Besitztümern des Templerordens. Bis zum Ende des 19. Jahrhunderts war Inchinnan landwirtschaftlich geprägt. Das Unternehmen William Beardmore and Company begann gegen Ende des Ersten Weltkriegs an diesem Standort mit der Produktion von Luftschiffen. So wurde unter anderem das R34, mit dem der erste Transatlantikflug eines Luftschiffs gelang, dort gebaut. Die Produktion in Inchinnan wurde schließlich 1922 eingestellt. Gegen Ende der 1920er Jahre übernahm das Unternehmen India Tyres das Gelände und produzierte dort bis 1981 Reifen. 2004 investierte Rolls-Royce rund 85 Mio £ in eine neue Betriebsstätte zur Produktion von Flugzeugtriebwerken in Inchinnan. Daneben haben sich auch bio- und kommunikationstechnologische Unternehmen in der Ortschaft angesiedelt.
Nachdem die Einwohnerzahl von 1193 im Jahre 1951 zunächst bis auf 2176 im Jahre 1981 anstieg, sinkt sie seitdem wieder ab auf zuletzt 1797 im Jahre 2011.

## Verkehr
Die A726 tangiert Inchinnan im Westen und schließt die Ortschaft an die verkehrstechnisch bedeutende Clyde-Querung Erskine Bridge westlich von Erskine an. Direkt südlich verläuft die A8 auf ihrem Teilstück zwischen Glasgow und Greenock. Sie quert das Black Cart Water auf der denkmalgeschützten Inchinnan Bridge. Zwei Kilometer westlich führen die M8 und die M898 an Inchinnan vorbei. Der internationale Flughafen von Glasgow liegt zwei Kilometer südlich. Bis 1966 war der südlich von Renfrew gelegene Renfrew Airport in Betrieb.